# Championnat de Hongrie de football 1922-1923
Navigation
Saison précédente Saison suivante
La saison 1922-1923 du Championnat de Hongrie de football est la 20e édition du championnat de première division en Hongrie. Les douze meilleurs clubs du pays se retrouvent au sein d'une poule unique, la Nemzeti Bajnokság I, où ils s'affrontent deux fois, à domicile et à l'extérieur. À l'issue du championnat, les deux derniers du classement sont relégués et remplacés par les deux meilleurs clubs de II. Osztályú Bajnokság, la deuxième division hongroise.
C'est le club du MTK Budapest FC, tenant du titre depuis 1917, qui termine à nouveau en tête du classement du championnat cette saison, avec trois points d'avance sur l'Ujpest TE et cinq sur le Ferencváros TC. C'est le 10e titre de champion de l'histoire du club, qui réussit le doublé en s'imposant en finale de la Coupe de Hongrie face à l'Ujpest TE.

## Les 12 clubs participants
| - Vasas SC - MTK Hungaria FC - Ferencváros TC - III. Kerületi TUE - Törekvés SE - Műegyetemi AFC - Promu de II. Osztályú Bajnokság | - Újpest TE - Kispest AC - Budapest Torna Club - Zugl AC - Promu de II. Osztályú Bajnokság - Magyar AC - VAC Budapest |

## Compétition

### Classement
Le barème utilisé pour établir le classement est le suivant :
- Victoire : 2 points
- Match nul : 1 point
- Défaite : 0 point

| Rang | Équipe               | Pts | J  | G  | N | P  | Bp | Bc | Diff |
| ---- | -------------------- | --- | -- | -- | - | -- | -- | -- | ---- |
| 1    | MTK Budapest (T) (C) | 37  | 22 | 17 | 3 | 2  | 61 | 15 | +46  |
| 2    | Újpest TE            | 34  | 22 | 16 | 2 | 4  | 49 | 11 | +38  |
| 3    | Ferencváros TC       | 32  | 22 | 12 | 8 | 2  | 34 | 17 | +17  |
| 4    | Vasas SC             | 28  | 22 | 10 | 8 | 4  | 37 | 31 | +6   |
| 5    | Törekvés SE          | 24  | 22 | 9  | 6 | 7  | 41 | 33 | +8   |
| 6    | VAC Budapest         | 21  | 22 | 7  | 7 | 8  | 24 | 28 | -4   |
| 7    | III. Kerületi TUE    | 21  | 22 | 8  | 5 | 9  | 25 | 38 | -13  |
| 8    | Zugl AC (P)          | 19  | 22 | 7  | 5 | 10 | 20 | 32 | -12  |
| 9    | Budapest TC          | 17  | 22 | 6  | 5 | 11 | 21 | 36 | -15  |
| 10   | Kispest AC           | 15  | 22 | 3  | 9 | 10 | 15 | 28 | -13  |
| 11   | Magyar AC            | 8   | 22 | 3  | 2 | 17 | 10 | 37 | -27  |
| 12   | Műegyetemi AFC (P)   | 8   | 22 | 2  | 4 | 16 | 10 | 41 | -31  |

|  | Champion de Hongrie 1922-1923                                                             |
|  | Relégation en II. Osztályú Bajnokság                                                      |
|  | (T) Tenant du titre (C) Vainqueur de la Coupe du Hongrie (P) : Promu de deuxième division |

## Bilan de la saison
| Championnat de Hongrie de football 1922-1923 |                          |
| Champion                                     | MTK Budapest (10e titre) |
| Coupes et trophées                           |                          |
| Vainqueur de la Coupe de Hongrie 1922-1923   | MTK Budapest             |
| Promotions et relégations                    |                          |
| Promus en Nemzeti Bajnokság I                | Ujpest TSE               |
| Promus en Nemzeti Bajnokság I                | 33 FC                    |
| Relégués en II. Osztályú Bajnokság           | Műegyetemi AFC           |
| Relégués en II. Osztályú Bajnokság           | Magyar AC                |